# Xã Picton, Quận Towner, Bắc Dakota
Xã Picton (tiếng Anh: Picton Township) là một xã thuộc quận Towner, tiểu bang Bắc Dakota, Hoa Kỳ. Năm 2010, dân số của xã này là 27 người.